# T-65 X-Wing Starfighter
De T-65 X-Wing Starfighter, meestal simpelweg de X-Wing genoemd is een fictieve kleine eenmans-ruimtejager uit het Star Wars universum. De X-Wing wordt gebruikt door de rebellenalliantie tegen het galactische keizerrijk (Galactic Empire). In 5 ABY introduceerde Incom-FreiTek het T-70-model, dat veel verbeteringen bevatte ten opzichte van de T-65-serie. De ingenieurs van Incom, die een waardevolle les hadden geleerd van het verlies van zoveel X-vleugels in de loopgraven in Battle of Yavin, rustten de T-70 uit met een draaibaar blaastonoom dat kon worden gebruikt om aanvallen van achteren af te weren. Ten minste één prototype was gebouwd voorafgaand aan de slag om Jakku. Tegen 34 ABY had de New Republic de meeste T-70's met pensioen gestuurd ten gunste van de T-85's, die zelfs beter in staat waren dan de toch al indrukwekkende T-70's. 

## X-Wing fighter
De X-Wing wordt gefabriceerd door de Incom Corporation. Het uit een titaniumlegering bestaande toestel is 12,5 meter lang, heeft 4 laserkanonnen en afweerschilden. Het kan eventueel met 2 maal 3 protontorpedos worden uitgerust. Met de hyperdrive kunnen snelheden boven de lichtsnelheid worden gehaald. Binnen de atmosfeer van een planeet is de maximumsnelheid 1050 km/uur. De 4 vleugels van de X-Wing zijn in normale vlucht gesloten, maar worden bij een gevecht in een X-stand geopend, vandaar de naam X-Wing fighter.
De X-Wing wordt vooral als onderscheppingsjager gebruikt, maar kan ook voor andere doeleinden worden gebruikt. Luke Skywalker gebruikte in Star Wars: Episode IV: A New Hope een X-Wing om met protontorpedo's de Death Star te vernietigen.